# Mr. Driller Online
Mr. Driller Online (ミスタードリラーオンライン, en version originale japonaise) est un jeu vidéo de réflexion développé et édité par Namco Bandai Games sorti en 2008 sur Xbox Live Arcade.

## Accueil
- GameSpot : 2,5/10[1]